# Ballomar

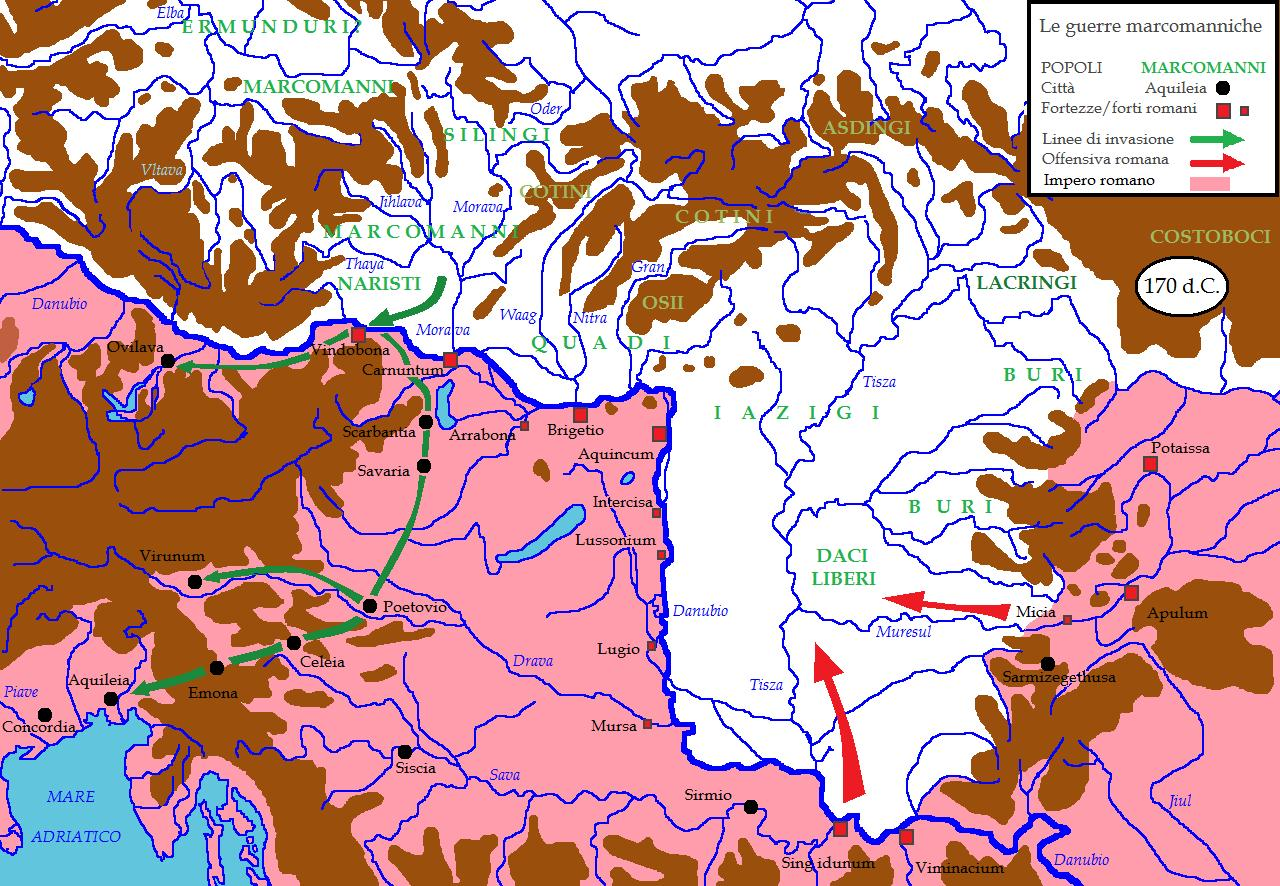
Postup Markomanů a Sarmatů vedených Ballomarem okolo roku 170 na mapě Evropy.

Ballomar také Ballomarius (140? – okolo 180?) byl král germánského kmene Markomanů, který vládl v době tzv. Markomanských válek. Informace o tomto germánském vůdci jsou zmíněny ve spisech římského historika Cassiuse Dia.
Někdy před rokem 166 stanul v čele jedenácti germánských kmenů z Podunají a vedl mírové rozhovory s římským legátem v Panonii Marcem Iallio Bassem. Mezi hlavními představiteli při jednáni byli i ostatní vůdci germánských kmenů Kvádů, Hermundurů či Naristů. I když při jednání bylo dosaženo mírové dohody, brzy po jednání byla dohoda porušena, protože Germáni se Sarmaty v roce 166 na řece Dunaj překročili Limes Romanus a napadli Římské imperium. Následně v letech 167–170 Ballomar spolu s Kvády porazil v bitvě u Carnunta římskou legii vedenou Marcem Aureliem, když se pokoušela o protiofenzívu. V bitvě padlo 20 000 Římanů. Germáni po vítězné bitvě pod vedením Ballomara vyrazili od Carnunta na jih. Po zdolání Alp vydrancovali město Opitergium (dnešní Oderzo). Jejich nápor vyvrcholil obležením Aquileie. Poprvé od porážky Teutonů a Kimbrů ve 2. stol. př. l. vstoupila na území Apeninského poloostrova nepřátelská síla, což otřáslo sebedůvěrou obyvatel římského impéria. Ostatní germánské kmeny po dobytí Carnunta vyplenily ostatní sídla v provincii Noricum. V roce 172 podnikli Římané pod vedením Marca Aurelia znovu výpravu na sever od Dunaje na území Germánie, kde Markomany drtivě porazili a podrobili. V dalších dvou letech si podrobili Kvády.
Ballomara snad znázorňuje epizoda XXV na sloupu Marca Aurelia, který stojí na náměstí Piazza Colonna v Římě, datování epizody se pohybuje okolo roku 172 našeho letopočtu. Sloup znázorňuje markomanské války s římským impériem. 